# 小谷和彦
小谷 和彦（こたに かずひこ、1963年 - ）は、TBSテレビのネットワーク局ネットワーク部担当局次長である。東京都世田谷区生まれ。慶應義塾大学卒業。1998年に中途採用でTBS入社。

## 人物
2003年10月初め、同年4月からプロデューサーを担当していたTBSテレビの番組「あさがけウォッチ!」の司会をしていた同局アナウンサー・秋沢淳子と結婚したことにより、その名が一躍知られる様になる（当時は現在の情報制作局に相当する制作子会社・TBSライブ在籍で、他に「噂の!東京マガジン」のプロデューサーも担当していた）。2008年5月以降、阿部龍二郎（TBSテレビ編成制作本部編成制作局バラエティー制作センター2部長）から、多くの番組を引き継いだ。2012年4月1日より制作局バラエティ制作部担当部長も兼任、2012年5月からは、プロデューサーの肩書きをチーフからマネジメントにかえる。
2014年8月には、マネジメントプロデューサーを担当している番組を離れ現在に至る。

## 担当番組

### 過去の担当番組
レギュラー番組
- 噂の!東京マガジン
- 第二アサ秘ジャーナル（初期はプロデューサー、2006年10月 - ）
- Goro's Bar
- ドリーム・プレス社
- Goroプレゼンツ マイ・フェア・レディ
- キズナ食堂
- お茶の水ハカセ
- G・Iゴロー
- 哀愁探偵1756
- ファミ☆ピョン
- 海老名さん家の茶ぶ台
- 日曜ゴールデンで何やってんだテレビ
- 大ヒットのアノ本!試してみます（チーフプロデューサー）
- COUNT DOWN TV
- 午前零時の岡村隆史
- ぴったんこカン・カン
- 中居正広の金曜日のスマたちへ
- UTAGE!
- ゴロウ・デラックス
- ライブB♪
- さんまのSUPERからくりTV

特番
- スパモク!!「3年B組金八先生ファイナル直前同窓会スペシャル」（2011年3月27日）
- ついに解禁!超体感アトラクションDEKITA!（2012年10月7日、マネージメントプロデューサー）
- 音楽の日（制作プロデューサー）
- あなたが聴きたい歌のスペシャル（マネージメントプロデューサー）
- ビートたけしの絶対見ちゃいけないTV（マネージメントプロデューサー）

## 著書
- 『クルマじゃなくてボートを買おう!　サラリーマンでも持てる、海の別荘』（教育評論社、2006/8、ISBN 978-4905706052）
- 『世界一の!「超楽」マラソン練習法　ド素人でも4か月で4時間が切れるスゴ技40』（小谷和彦(著)、金哲彦(監修)、大和書房、2010/1、ISBN 978-4479391975）

## 小谷班
TBSテレビ編成制作本部制作局制作センターバラエティ制作二部（旧制作三部）では必ず何かの班に所属し、番組を作る。小谷 和彦が率いる「小谷班」は制作局の枠・垣根を超えて局内随一の勢力を誇る。

### 当局所属
- 古谷英一（制作1部長代理兼マネージメントプロデューサー、「火曜曲!」担当プロデューサー）
- 瀬川郷守（「ぴったんこカン・カン」チーフディレクター）
- 志賀大士（元アナウンサー・「CDTV」他音楽番組プロデューサー）
- 帯純也（「金スマ」「さんまのSUPERからくりTV」プロデューサー、1995年入社）
- 谷澤美和（「THE TIME,」チーフプロデューサー、「金スマ」担当プロデューサー、「ぴったんこカン・カン」プロデューサー、「オールスター感謝祭」協力プロデューサー、1998年入社）
- 高宮望（「ぴったんこカン・カン」ディレクター、「ゴロウ・デラックス」プロデューサー）
- 竹永典弘 （「金スマ」チーフディレクター、2000年入社）
- 坂下勝己（「マツコの知らない世界」チーフディレクター、「金スマ」ディレクター、「ゴロウ・デラックス」チーフディレクター）
- 朝岡慶太郎（「火曜曲!」総合演出）
- 石黒光典（「もてもてナインティナイン」チーフディレクター）
- 鈴木慎治（経理部次長、以前は、番組宣伝部所属）

### 制作会社所属
- 壁谷政彦（株式会社ファルコン代表者、「ぴったんこカン・カン」プロデューサー）
- 藤村卓也（株式会社ボトム代表者、「ぴったんこカン・カン」ディレクター）